# Ватагин, Николай Евгеньевич
Николай Евгеньевич Ватагин (р. 1959, Москва) — российский скульптор, художник-портретист, живописец, книжный иллюстратор.
Внук советского скульптора-анималиста и художника Василия Ватагина и Антонины Николаевны Ржевской (дочери художницы Антонины Леонардовны Ржевской). Сын художника-реставратора Ирины Ватагиной.
Окончил Московскую среднюю художественную школу. Выпускник института им. В. И. Сурикова (1982, профессор Таир Салахов). Член Союза художников.

## Произведения
Наиболее известными его произведениями являются деревянные скульптуры с изображением русских писателей. «Для его произведений характерны модернистская примитивизация формы, лёгкий гротеск и добрый юмор». Скульптурой начал заниматься поздно, с 1990-х, взяв пример со своего соседа по Тарусе скульптора Анатолия Комелина.
Сам Ватагин рассказывает о своем творчестве: «Всю жизнь я был подвержен влияниям других художников. Самые сильные из них — это картины Виктора Попкова (в школе), потом Сезанн, Крымов, ещё позже Малевич. И постоянно, непреходяще — архаика, антика и иконопись. Так что, грубо говоря, мой стиль — это смесь „иконных горок“ Крымова, Малевича и Отто Дикса». По отзыву рецензента, «Цвет Ватагина как в холстах, так и в скульптуре локально точен, изысканно значим».

## Выставки
- 1979. Групповая выставка в ДК МИИТ. Москва
- 1989. 17-я Молодёжная выставка. Москва, Кузнецкий мост, 11
- 1990. Выставка в галерее «La galeria». Милан, Италия (совместно с П. Орловским)
- 1991. Участие в биенале живописи в городе. Обидос, Португалия
- 1991. Групповая выставка московских художников (И. Николаев, И. Лубенников, В. Кулаков, С. Алимов, Е. Григорьева, Н. Ватагин). Гамбург, Германия
- 1992. Групповая выставка молодых художников (Центральный выставочный зал). София, Болгария
- 1993. Выставка группы «Ветвь» (Павлов, Лошаков, Захарова, Орловский, Браговскии, Короткое, Киселева, Ватагин). ЦДХ, Москва
- 1994. Групповая выставка совместно с П. Браговским, Комовым, Каменским и др. (Выставочный зал), ул. Забелина, Москва.
- 1996. Персональная выставка (Художественная галерея). Таруса
- 1999. Выставка совместно с П. Браговским, С.Суровцевым, М. Тихоновым. Москва, Кузнецкий мост, 20
- 2000-2001. Выставка Москва-Санкт-Петербург. Манеж, Москва. Манеж, Санкт-Петербург
- 2002. Выставка московских живописцев. ЦДХ, Москва[8]
- 2012. «Скульптурные композиции к сказкам Льюиса Кэрролла» (Пушкинский заповедник, с. Михайловское)[9]
- 2014. Александра Билль, Василий и Николай Ватагины в экспозиции галереи «ГРОСart» на салоне «ЦДХ-2014. Связь времён»
- 2015. Дом-музей Бориса Пастернака (Переделкино)
- 2019. «Николай Ватагин — рублю!». Галерея «Артефакт» (Москва)[10]